# Las dos Andalucías
Las dos Andalucías es una expresión histórica, registrada al menos desde mediados del siglo XVII, que hace referencia a la tradicional división de la región española de Andalucía en dos zonas, denominadas la alta y la baja Andalucía. Esta utilización se produce al identificarse grosso modo la alta y la baja Andalucía con Andalucía Oriental y Andalucía Occidental según diferencias físicas, demográficas y económicas, aunque desde el punto de vista geográfico nunca se ha aludido a una vertebración territorial de ambas subregiones. Las provincias de Cádiz, Córdoba, Huelva y Sevilla forman la Andalucía Occidental o Baja Andalucía; mientras que las provincias de Almería, Granada, Jaén y Málaga forman la Andalucía Oriental, Alta Andalucía o Región histórica del reino de Granada.

## Aspectos históricos
El origen de esta dicotomía es la clara diferenciación histórica en la formación de Andalucía como región, en la que el Reino de Granada queda perfectamente individualizado por su tardía conquista y por el mantenimiento de esta denominación bajo la Corona de Castilla, que dotó a la ciudad de Granada de instituciones y organismos que mantuvieron su singularidad respecto de lo que, por entonces, se llamaba Andalucía. El historiador Antonio Domínguez Ortiz indica que, hasta 1833, "la Administración conservó la identidad del Reino de Granada sin confundirlo nunca con Andalucía".
El enraizamiento de la identidad de Andalucía Oriental en el Reino de Granada, tiene la debilidad de que la actual provincia de Jaén nunca estuvo integrada en el mismo, estando por el contrario más vinculada a la campiña cordobesa pues, por ejemplo, en el siglo XVII Priego pertenece a Jaén y su influencia se extendía a Luque, Rute, Iznájar... No obstante, las aportaciones de autores como Marvaud o Jean Sermet han fomentado esta división desde el punto de vista de la Geografía histórica.

## Aspectos físicos de relieve
Es atendiendo a aspectos físicos de relieve que aparece la diferenciación entre Alta Andalucía, relacionada directamente con Andalucía Oriental, y Baja Andalucía, relacionada con Andalucía Occidental. Andalucía Oriental, desde el punto de vista natural, físico y ambiental, se distingue de la Occidental en su mayor diversidad paisajística, fundamentada en la compleja historia paleogeográfica de los Sistemas Béticos que han provocado numerosas rupturas en el paisaje, diferenciándose claramente de la monotonía en el paisaje de la Andalucía Occidental, caracterizada por los relieves llanos y alomados de la vega y la campiña del Guadalquivir. Este factor físico que individualiza a la Alta Andalucía, conlleva grandes problemas de comunicación interna y con el exterior y por lo tanto una gran dificultad en su vertebración y cohesión.

## Aspectos socioeconómicos
Desde el punto de vista humano o socioeconómico, también existe una diferenciación entre ambas subregiones, aunque no de manera clara. Desde la conquista castellana, la Alta Andalucía sufrió un grave problema económico, agudizado por la expulsión morisca que ha marcado un subdesarrollo relativo frente a la más prospera Baja Andalucía. Esta situación histórica, sin embargo, no se dio en la provincia de Jaén, que era castellana desde épocas muy próximas al resto del valle del Guadalquivir.
Esta diferenciación, tanto en aspectos naturales como humanos, queda ejemplarizada en las provincias de Almería y Granada para la Alta Andalucía y en las provincias de Cádiz, Huelva y Sevilla para la Baja Andalucía. Por el contrario, las provincias de Córdoba, Jaén y Málaga quedan en una posición intermedia participando de una u otra según el factor que se considere. En el caso de Málaga, su mayor asimilación desde el punto de vista socioeconómico con la Baja Andalucía es sintomático.
En relación con la estructura de la propiedad de la tierra, un elemento que auna factores históricos y sociales, cuando se produce la división provincial en el siglo XIX la distinción entre las provincias más occidentales (Huelva, Cádiz y Sevilla), en las que más del 55% de la tierra corresponde a latifundios (+ de 250 ha.), frente a las más orientales (Almería, Málaga y Granada), fuertemente minifundistas, con menos del 45% de la tierra explotada en grandes fincas, es evidente. Sin embargo, Jaén se ordena con un modelo claramente occidental (+55%), quedando Córdoba en una situación intermedia (entre el 45% y el 55%). Esta situación de gran concentración de la tierra en pocas fincas, se daba ya en el siglo XVI.
En las primeras elecciones democráticas del año 1977, el Partido Socialista de Andalucía, de inspiración andalucista, obtuvo sus mejores resultados en las provincias de Cádiz (9,7%), Málaga (5,3%), Sevilla (4,9%) y Granada (3,6%), es decir, las provincias con núcleos urbanos mayores, frente a los peores resultados en Jaén (2,0%), Huelva (2,5%) y Almería (2,8%), lo que indica una percepción de la idea de región que tampoco se ajusta exactamente a la diferenciación convencional entre las dos Andalucías.

## Otras divisiones
Esta visión clásica de Andalucía se ve rota a partir de los años 1970, cuando factores como la grave crisis de la provincia de Córdoba, el desarrollo económico del litoral malagueño gracias al turismo, el crecimiento almeriense gracias a los cultivos intensivos y el onubense gracias al polo químico, hacen que la visión geográfica de Andalucía en su tradicional dicotomía cambie.
Ya en 1975, el estudio de Antonio López Ontiveros sobre la evolución de la renta en las provincias de España constata el subdesarrollo de Andalucía respecto del resto de España. Sin embargo, internamente no se puede hablar de unidad, ni tan siquiera la falta de cohesión puede ser explicada por la tradicional división de Andalucía entre Alta y Baja, sino que establece una división en tres zonas con un dinamismo similar: 
1. En una primera subregión, integrada por Almería, Córdoba, Granada y Jaén, destacan las bajas rentas provenientes de una economía aún muy dependiente de la agricultura.
2. El triángulo Cádiz, Huelva y Sevilla forman la subregión con una mayor industrialización reflejada en unas mayores rentas.
3. Por último, Málaga presenta unas peculiaridades que la hacen un espacio singular, donde sus niveles de renta se encuentran a caballo entre las dos regiones anteriores. La dinámica es de claro incremento, debido al efecto del turismo, aunque sus niveles de renta aún no estaban equiparados a los del bajo Guadalquivir.
En esta misma tónica, se mueve el estudio realizado por Payno Galvarriato (1983), en el que divide el espacio andaluz en cuatro subrregiones basándose en la dinámica socioeconómica:
1. Eje interior: Córdoba, Jaén y Granada (la costa tiene otra dinámica). Es un espacio recesivo desde el punto de vista poblacional, marcado por la fuerte emigración fomentada por una baja industrialización incapaz de asimilar la población rural.
2. Andalucía del Estrecho: Cádiz, Sevilla y Málaga. Esta subrregión está marcada por la alta densidad de población y por niveles de emigración menores que en el resto de Andalucía. Además existe un mayor desarrollo industrial y un alto índice de desempleo.
3. Andalucía Atlántica: Huelva. Esta marcada por el desarrollo industrial centrado en el polo químico. La tasa de paro es menor, aunque la población presenta un menor dinamismo y densidad. Además existe un gran contraste entre el litoral y el interior.
4. Andalucía Levantina: Almería. Presenta una escasa densidad de población y un crecimiento bajo, la economía está basada en la agricultura intensiva y, al igual que en Huelva, existe un gran contraste entre la zona litoral e interior.

Más recientemente, Rafael Machado y Ott Kurs (2000) han realizado un estudio de las dinámicas territoriales internas de Andalucía en función a la polarización ejercida por la red de ciudades y sus distintos niveles funcionales. Según estos aspectos, Andalucía queda dividida en tres grandes regiones funcionales:
1. Andalucía Occidental: Huelva, Córdoba y Sevilla. Con el gran centro funcional de Sevilla como capital administrativa de la región.
2. Andalucía Meridional: Cádiz y Málaga. Donde Málaga ejerce como gran polo turístico.
3. Andalucía Oriental: Almería, Granada y Jaén. En la que Granada es el gran polo debido a sus importantes funciones turísticas, culturales y universitarias.[15]

El Plan de Ordenación del Territorio de Andalucía (POTA) de 2007, diseñado como base para la planificación y vertebración de Andalucía, en ningún caso hace referencia a esta tradicional división. Sin embargo, la división sigue manteniéndose actualmente gracias a las marcadas peculiaridades desde el punto de vista físico (relieve, clima, vegetación, entre otras) que marcan una clara división, sensible para la población. No obstante, en la mayoría de los casos, esta distinción se realiza merced a un "geografismo" de mayor o menor utilidad, como por ejemplo en la división de colegios profesionales, divisiones comerciales de grandes empresas, etc.